# Laura Hoffmann
Laura Hoffmann (* 12. August 1991 in Meschede) ist eine deutsche Fußballspielerin. 

## Karriere

### Vereine
Hoffmann begann in der E-Jugend ihres Heimatvereins SSV Meschede mit dem Fußballspielen und wechselte später in die Jugendabteilung der SG Wattenscheid 09. Am 24. März 2008 bestritt sie im Alter von 16 Jahren ihre erste Bundesligapartie, als sie beim 1:0-Auswärtserfolg der Wattenscheiderinnen gegen den VfL Wolfsburg in der 68. Minute für Jennifer Manzer eingewechselt wurde. Nach dem Abstieg Wattenscheids kam sie in der Folgesaison in der 2. Bundesliga vorwiegend als Einwechselspielerin zum Einsatz und war in den ersten zehn Partien der Saison 2009/10 Stammspielerin. Anfang wechselte die Abwehrspezialistin dann jedoch zum Bundesligisten SG Essen-Schönebeck, wo sie einen Vertrag bis zum 30. Juni 2011 unterschrieb. Am 20. Februar 2010 bestritt sie beim 2:2 im Heimspiel gegen den FCR 2001 Duisburg ihre erste Ligapartie für Essen und stand sogleich über die gesamte Spielzeit auf dem Platz. Nach fünf weiteren Erstligaeinsätzen bis April 2010 kam in der Spielzeit 2010/11 ausschließlich für Essens Zweitvertretung zum Einsatz und wechselte im Sommer 2011 schließlich zum VfL Bochum in die Regionalliga. Mit den Bochumerinnen gelang ihr 2012/13 die unangefochtene Meisterschaft in der Regionalliga West und der damit verbundene Aufstieg in die 2. Bundesliga. Aufgrund eines 2012 erlittenen Kreuzbandrisses kam sie in dieser Spielzeit jedoch nur zu einem Einsatz. Im April 2015 gab sie ihren Wechsel zum Ligakonkurrenten FSV Gütersloh 2009 zur Saison 2015/16 bekannt, bei dem sie einen Einjahresvertrag unterschrieb. Nach eineinhalbjähriger Abstinenz, kehrt Hoffmann zum VfL Bochum zurück.

### Nationalmannschaft
Über die Westfalen-Auswahl gelangte Hoffmann in den Kader der U-15-Nationalmannschaft, für die sie 2006 zwei Partien bestritt und kam ein Jahr später ebenfalls zu zwei Einsätzen für die U-17-Nationalmannschaft.

## Erfolge
- Aufstieg in die 2. Bundesliga 2012/13 (mit dem VfL Bochum)